# Chùa Phật Bảo
Chùa Phật Bảo (tên gọi là Buddharatanaràma) là một trong 22 ngôi chùa hệ Phái Phật giáo Nguyên thủy trong Thành phố Hồ Chí Minh. Từ thập niên 1930 PGNT Việt Nam (Theraveda) được các bậc tổ sư truyền từ Campuchia về, đó là các Ngài cố Hòa thượng: Hộ Tông, Giới Nghiêm, Bửu Chơn, Thiện Luật, Tịnh Sự...
Đây là thời kỳ đầu tiên PGNT được truyền bá vào Việt Nam nên rất cần các tu sĩ trẻ có trình độ Phật Pháp và văn hóa cùng các Ngài truyền bá Phật Pháp vào buổi bình minh, thời kì sơ truyền của Phật giáo Nguyên Thủy. Sự quan hệ mật thiết gắn bó của Phật giáo Nguyên Thủy Việt Nam với các nước nam truyền Phật giáo như: Srilanka (Tích Lan); Thái Lan; Campuchia; Lào...
Sự tu học và hành trì của các nước nam truyền Phật giáo này hoàn toàn giông nhau từ hình thức đến nội dung.

## Vị trí địa lý
Chùa Phật Bảo tọa lạc tại 673/3 Đường Lạc Long Quân Phường 10 Quận Tân Bình.
Tổng diện tích của Chùa là 4.600m2 do hai dòng họ hiến cúng cho Ngài cố Hòa thượng Giới Nghiêm, là họ Huỳnh và họ Lâm hiến cúng phần đất Thổ mộ.Sau khi ông Lâm Văn Linh và bà Hà Trung Bửu làm thủ tục giấy tờ đề hiến cúng phần đất thổ mộ, mang hồ sơ địa chỉ số 129, số bằng khoán 257 Ngài HT Giới Nghiêm nhận và xây dựng chùa Phật Bảo.

## Kiến trúc
Chùa xây dựng vào năm 1965. Tháp Phật Bảo được xây dựng ở sân chùa năm 1985, cao 11,55m, thờ Xá Lợi Phật tầng trên cao, tầng giữa thờ Xá Lợi các vị cao tăng của hệ phái và tầng dưới thờ linh cốt của Phật tử. Tháp ngày nay đã được dời ra phía sau ngôi chánh điện.
Từ năm 1966 đến 1975, chùa đặt Trường trung đẳng Phật học viện, dạy hệ kinh tạng Pàli được 4 khóa cho khoảng 100 Tăng sinh mỗi khóa ở nội trú. Điện Phật được bài trí trang nghiêm. Chính giữa tôn trí tượng đức Bổn sư Thích Ca. Hai bên có tượng Đức Phật trì bình khất thực và tượng đức Phật nhập niết bàn. Năm 1968, Phật giáo hoàng gia Thái xin cúng dường Đại lễ dâng y Kàthina vào chùa Phật Bảo một bộ bàn thờ có đầy đủ tượng Phật bằng đồng, bộ đèn đồng; một Pháp Tòa và một bộ Tam Tạng bằng tiếng Pàli Thái.

## Trụ trì
Vị trụ trì đầu tiên là Hòa thượng Giới Nghiêm. Hòa thượng quê quán Thừa Thiên Huế, xuất gia tại chùa Bãng Lãng, Huế vào năm 1930. Năm 1944, ngài tu học ở Campuchia, học đạo với Hòa thượng Chuon Nath, đức Vua Sãi Kampuchea, và du học ở Thái Lan, Miến Điện. Hòa thượng đã được bầu làm Tăng Thống Giáo hội Tăng già Nguyên thủy Việt Nam từ năm 1964 đến 1971 và năm 1979. Từ năm 1981 đến lúc viên tịch (1984), ngài là thành viên Hội đồng Chứng minh và Phó chủ tịch Hội đồng Trị sự Giáo hội Phật giáo Việt Nam.
Sau đó thì tỳ kheo Thích Chánh Niệm lên trụ trì từ năm 1987 đã cho tổ chức trùng tu ngôi chùa nhiều lần, như xây dựng cổng tam quan vào năm 2001,xây dựng Tháp Phật Bảo năm 2003.
Hiện nay thì sư Quang Minh làm trụ trì chính thức của chùa.

## Hoạt động
Các ngày lễ lớn trong năm:
15 tháng 4 âm lịch: Lễ Phật Đản, chiêm bái Xá Lợi Phật, lễ tắm Phật.
13 tháng 7 âm lịch: Lễ húy nhật cố HT Giới Nghiêm rất trọng thể.
18 tháng 9 âm lịch: Lễ dâng y Kathina.
Chùa có nhiều hoạt động từ thiện như phát quà cho đồng bào nghèo vùng sâu vùng xa nhân dịp mùa Vu Lan báo hiếu.v.v...